# Cherax snowden
Cherax snowden — вид прісноводних раків родини Parastacidae. Описаний у 2015 році. Названий на честь американського шпигуна Едварда Сноудена.

## Поширення
Вид поширений на заході Нової Гвінеї в індонезійській провінції Західне Папуа. Трапляється в басейні річки Оінсок на півострові Чендравасіх.

## Опис
Довжина самців - близько 10 см, самиць - 7 см. Тіло субовальное, злегка стисле з боків. Основне забарвлення зеленувате з зеленувато-коричневим і блакитно-зеленим відтінками. Кінчики клешень, передпліччя та хвіст помаранчеві.